# Акаба, Нателла Нуриевна
Нателла Нуриевна Акаба (абх. Наҭела Акаба; родилась 16 марта 1945, Москва, РСФСР) — абхазский политолог, историк и общественный деятель; Секретарь Общественной палаты Республики Абхазия (2007-2019); ранее — министр печати и информации (1994—1995) в Правительстве Республики Абхазия; председатель правления Ассоциации женщин Абхазии. Имеет научное звание доцента.

## Биография
Родилась 16 марта 1945 году в Москве, в абхазской семье.
В 1955 году семья переехала в Сухуми, где Нателла в 1962 году окончила среднюю школу № 10 имени Н. Лакоба, а с 1962 по 1967 годы обучалась на историческом факультете Московского государственного университета, специализируясь в области этнографии. После университета работала литературным сотрудником в редакции газеты «Советская Абхазия». В 1976 году окончила аспирантуру Института востоковедения АН СССР. После переезда в Ереван, с 1979 года работала преподавателем истории в Ереванском государственном университете и в Ереванском политехническом институте.
В 1981 году защитила диссертацию в Институте востоковедения АН СССР на тему «Колониальная политика английского империализма в Катаре» и с 1989 года состоит в звании доцента на кафедре всеобщей истории Абхазского государственного университета.
В 1990 году избрана членом Президиума Народного форума Абхазии «Аидгылара» («Единение»).
С 1991 по 1996 годы избиралась депутатом парламента Республики Абхази, и была заместителем председателя Комиссии по правам человека и межнациональным отношениям.
С 1994 по 1995 год была министром печати и информации в Правительстве Республики Абхазия.
С 2007 года была избрана в члены Общественной палаты Республики Абхазия, а 9 августа 2010 года вновь утверждена в составе палаты на трёхлетний срок.
Является председателем правления Ассоциации женщин Абхазии и возглавляет неправительственную организацию «Центр поддержки демократии и прав человека».

## Семья
Замужем, двое детей.